# 국공 합작
국공 합작은 중국 공산당과 중국 국민당 사이의 연합 전선을 뜻한다. 
역사상 다음과 같이 두 차례의 국공 합작이 있었다.
- 제1차 국공 합작은 1924년 1월 - 1927년 4월 사이에 있었던 중국 공산당과 중국 국민당 사이의 연합 전선을 뜻한다.
- 제2차 국공 합작은 1937년 - 1945년 사이에 있었던 중국 공산당과 중국 국민당 사이의 연합 전선을 뜻한다.

## 제1차 국공 합작
제1차 국공 합작은 중국공산당과 중국 국민당이 처음 실행한 합작이다. 1924년부터 통일전선 전술의 일환으로 중국공산당 당원들이 개인 자격으로 국민당에 가입해 국민당 개조를 꾀하는 방식으로 실행되었다. 1927년 상하이에서 4·12 사건이 발생하여 결렬되었다.

## 제2차 국공 합작
제2차 국공 합작은 1937년에 중일 전쟁이 발발하면서 공산당과 국민당이 일본 제국에 대한 공동 전선을 구축하기 위해 연합한 것이다. 일제가 태평양 전쟁에서 패망한 1945년까지 지속되다가 일본군 점령지의 배분 문제를 놓고 결렬되었고, 제2차 국공 내전으로 이어졌다.